# Китайско-английский пиджин
Китайско-английский пиджин (китайский прибрежный пиджин, пиджин-инглиш) - пиджин, лексически основанный на английском языке, но подвергшийся влиянию китайского субстрата. С XVII по XIX века китайско-английский пиджин также использовался в кантонскоязычных регионах Китая. Китайско-английский пиджин был подвержен сильному влиянию ряда диалектов китайского языка, включая варианты, возникшие в разных провинциях (например, в Шанхае и Нинбо).

## История
Английский язык впервые появился в Китае в 1630-х годах, когда английские торговцы прибыли в Южный Китай. Китайско-английский пиджин сначала использовался в районах Макао и Гуанчжоу (ранее Кантон), а затем в 1830-х годах распространился на север, в Шанхай. Китайское его название “Янцзинбан инъюй” (кит. 洋涇浜英語) произошло от названия бывшего ручья в Шанхае недалеко от набережной Вайтань, где местные рабочие общались с англоговорящими иностранцами на пиджине (ломаном английском); с тех пор Янцзинбан был засыпан и теперь является восточной частью дороги Яньань, главной восточно-западной артерией центрального Шанхая.
Исторически пиджин-инглиш являлся модифицированной формой английского языка, которая появилась в XVII веке и использовалась в качестве торгового языка или лингва франка между англичанами и китайцами. Китайско-английский пиджин зародился в Гуанчжоу, после того, как англичане основали там свой первый торговый порт в 1699 году. Пиджин был разработан англичанами и адаптирован китайцами для деловых целей. Некоторые этимологи считают, что сам термин «пиджин» является искажением произношения английского слова «business» китайцами (см. Пиджин § Этимология).
Китайско-английский пиджин начал терять свою популярность в конце XIX века, когда в китайскую систему образования был включен стандартный английский язык.
Китайско-английский пиджин распространился за пределы китайского побережья. Существует множество свидетельств использования этого языка в записях западных путешественников, посетивших Китай. Среди них есть отдельные упоминания о том, что пиджин-инглиш использовался в более отдаленных внутренних районах, таких как Чунцин и Ханькоу, а также дальше на север, в Сеуле и даже Владивостоке. Китайско-английский пиджин также распространился за пределы Азии: большое количество носителей этого языка в Науру повлияло на формирование науруанского английского пиджина, также есть свидетельства того, что он был завезен в Австралию, где  изменился под влиянием австралийского английского и других пиджин-языков. Сообщается также, что на нем говорили в Сингапуре и на Яве.
Ким (2008) отмечает, что среди лингвистов, в их числе Бейкер, Мюльхауслер и он сам, ведутся споры о том, был ли китайско-английский пиджин завезен в Калифорнию иммигрантами XIX века. Многие особенности калифорнийского пиджина, которым пользуются китайцы, пересекаются с особенностями китайско-английского пиджина, но также пересекаются и со многими другими пиджинами. Кроме того, некоторые диагностические особенности китайско-английского пиджина отсутствуют или отличаются от калифорнийского пиджина китайцев. С другой стороны, поскольку многие мигранты прибыли из провинции Гуандун, где китайско-английский пиджин был относительно хорошо известен, вполне вероятно, что многие мигранты из Китая в США знали его. По крайней мере, становится ясно, что калифорнийский пиджин следует рассматривать как отдельный вариант, отличный от китайско-английского пиджина, на котором говорят в прибрежных районах Китая, поскольку он имеет морфологические и синтаксические особенности, которые в другом пиджине не встречаются.

## Фонология
Роберт Холл (1944) приводит следующий набор фонем:
|               | Губные | Зубные | Альвеолярные | Постальвеолярные | Палатальные | Велярные | Глоттальные |
| ------------- | ------ | ------ | ------------ | ---------------- | ----------- | -------- | ----------- |
| Носовые       | m      |        | n            |                  |             | ŋ        |             |
| Взрывные      | p b    |        | t d          |                  |             | k g      |             |
| Аффрикаты     |        |        |              | t̠͡ʃ d̠͡ʒ            |             |          |             |
| Фрикативные   | f v    | θ ð    | s z          | ʃ ʒ              |             |          | h           |
| Аппроксиманты | w      |        | l            | ɹ̠                | j           | (w)      |             |

|                       | Передние | Средние | Задние |
| --------------------- | -------- | ------- | ------ |
| Верхние               | i        |         | u      |
| Ненапряжённые верхние | ɪ        |         | ʊ      |
| Средне‐верхние        | e        | ə       | o      |
| Средне‐нижние         | ɛ        |         | ɔ      |
| Ненапряжённые нижние  | æ        |         |        |
| Нижние                | a        |         |        |

Носители английского языка пользуются данным набором фонем. Поскольку большинство лексических единиц в китайско-английском пиджине происходит из английского языка, носители английского языка просто используют привычное для них произношение. Для неносителей английского языка, которые в основном говорили на кантонском диалекте, некоторые звуки [v, θ, ð, r, ʃ, ʒ] отсутствуют, поскольку они не встречаются в кантонском диалекте.
Также Холл даёт описание некоторым морфофонематическим изменениям. Во многих глаголах, оканчивающихся на согласные, могут опционально добавляться гласная, как в [tek(i)] «to take» (брать) и [slip(a)] «to sleep» (спать). Слова, оканчивающиеся на [r] и [l], а иногда и на [d], могут опускать конечную согласную, как в [litə(l)] «little» (маленький) и [mo(r)] «more» (больше). Некоторые корни также часто теряют конечную согласную перед определенными суффиксами, как в [hwat] «what?» (что?), ([hwasajd] «where?» (где?), [hwatajm] «when?» (когда?), [hwafæʃan] «how?» (как?), [ðæt] «that» (тот), ([ðæsajd] «there» (там), [awt] «out» (вне) ([awsajd] «outside» (снаружи)).
Бейкер и Мюльхауслер отмечают, что данные Холла были получены исключительно от носителей английского языка, через несколько десятилетий после того, как китайско-английский пиджин стал широко использоваться. По этой причине они скептически относятся к представленным данным. Тем не менее, их собственное представление фонологии в китайско-английском пиджине в основном совпадает с представлением Холла. Они утверждают, что [s] и [ʃ] не были фонематически контрастными для носителей кантонского диалекта. Слова, оканчивающиеся на [f] в английском языке, часто имели добавленное [o], как в слове "thiefo" (вор). Помимо этих добавлений, Бейкер и Мюльхауслер вносят лишь несколько изменений в фонологические утверждения Холла.

## Морфология и синтаксис
Конструкции в китайско-английском пиджине, как на уровне фраз, так и на уровне предложений, широко варьируются в зависимости от того, используется ли английская или китайская структура. В целом, пиджин-языки имеют изолирующую морфологию и поэтому не склоняют существительные и глаголы; китайско-английский пиджин не является исключением. Некоторые морфологические и синтаксические явления, которые часто встречаются в лингвистической литературе, перечислены ниже.

### Местоимения
До 1800 года местоимения в основном соответствовали парадигмам британского и американского английского языков. Со временем "my" (мой) стало единственным местоимением первого лица единственного числа в китайско-английском пиджине, заменив как "I" (я), так и "me" (меня, мне). "He" использовалось как для подлежащих, так и для других членов предложения. Местоимения множественного числа выражались так же, как носителями в английском языке; данных от носителей кантонского языка слишком мало, чтобы определить, использовали ли они местоимения множественного числа.

### Тема – комментарий
В китайско-английском пиджине, как только существительное было явно указано, его не нужно повторять в следующих предложениях, где этот элемент обычно встречается. Это означает, что в данном предложении подлежащее или дополнение могут быть опущены. В приведенном ниже примере «very poor people» (очень бедные люди) являются подлежащим для следующих предложений, хотя это явно не указано.
- «This have very poor place and very poor people: no got cloaths, no got rice, no got hog, no got nothing; only yam, little fish, and cocoa-nut; no got nothing make trade, very little make eat.». (Это место очень бедное, как и люди здесь - у них нет ни одежды, ни риса, ни свиней - ничего. У них есть только немного ямса, рыбы и кокосовые пальмы. Ни у кого нет ничего для обмена, да и для еды выращивают мало.)[17]

Опущенное существительное может также быть слабо связано с предикатом, а не с подлежащим или дополнением. В приведенном ниже предложении, означающем «Он не будет продавать по этой цене» (He won't sell at that price), опущенное «that pricee» (по этой цене) не является ни подлежащим, ни дополнением.
- «(that pricee) he no sellum» ((по этой цене) он не продаёт)[18]

### Связка
Слово, происходящее от английского have (иметь), было обычным связующим словом в китайско-английский пиджине до 1830 года. Оно обычно появляется в виде "hab" или "hap". Также используется слово "belong". После 1830 года стало наиболее распространенным полностью опускать связующее слово.
- «Chinese men are real rogues but that's how it is, can't help it.» (Китайцы — настоящие мошенники, но такова их природа, ничего не поделаешь)[20]

### Piece/piecee
Это лексическое слово, по-видимому, было заимствовано из кантонской грамматики. В кантонском языке счётные слова используются с существительными, обозначаемыми числом или указательным местоимением. Слово piecee используется там, где в кантонском языке ожидается счётное слово. Chop — еще одно счётное слово, используемый только в указательных конструкциях. В тех случаях, когда в кантонском языке счётное слово не используется, например, со словами «год» и «доллар», в пиджине также оно опускается.
- «You wantchee catchee one piecee lawyer.»
  - «You will have to engage a lawyer.» (Вам нужно будет нанять адвоката.)[22]
- «Thisee chop tea what name?»
  - «What is the name of this tea?» (Как называется этот чай?)[23]

## Лексикон
Основная часть слов в китайско-английском пиджине имеет английское происхождение, но также пиджин был подвержен влиянию хинди, португальского, кантонского и малайского языков.
- catchee: ловить (англ. catch)
- fankuei: житель Запада (кант. 番鬼)
- Joss: бог (порт. deus)
- pidgin: бизнес (англ. business)
- sabbee: знать (порт. saber)
- taipan: суперкарго (кант. 大班)
- two muchee: крайне, чрезвычайно (англ. too much)[24]

## Влияние на английский язык
Некоторые выражения из пиджина проникли в разговорный английский посредством калькирования. Ниже приведен список английских выражений, на которые, возможно, оказал влияние китайский язык.
- Long time no see

Данное выражение похоже на выражение из китайскго языка 好久不見 (Традиционный китайский), 好 耐 冇 見(Кантонский), 好久不见(Упрощённый китайский), оно означает "давно не виделись", на литературном английском будет звучать как "we have not seen each other in a long time". В Оксфордском словаре утверждаетcя  "long time no see" появилось в США как "шутливая имитация ломаного английского".
- Look-see

(看 見) означает "беглый просмотр, беглый взгляд". Оксфордский словарь приписывает это слово китайско-английскому пиджину.
- No this no that

Конструкция "no ____, no ____" появилась до возникновения китайско-английского пиджина, но в то же время является ярким примером искусственного пиджин-английского. Фразу "沒 票 沒 襯衣" , означающую "если у вас нет квитанции (на стирку), я не отдам вам рубашку", считают выдуманным пиджин-английским и неверно приписывают владельцам китайских прачечных. В 1886 году в законопроекте города Нью-Йорка эта фраза была упомянута в отношении химчисток, принадлежащих китайцам. В 1921 году фильм под названием «No Tickee No Shirtee» еще больше популяризировал это выражение. Ещё одно известное использование этой конструкции является "No money, no talk" (冇錢冇得傾 (Кантонский), данное выражение означает "Если у вас нет денег, не пытайтесь торговаться со мной".